# Метлюк Пилип Юрійович
Пилип Юрійович Метлюк (рос. Филипп Юрьевич Метлюк; 13 грудня 1981, м. Тольятті, СРСР) — російський хокеїст, захисник.
Вихованець хокейної школи «Лада» (Тольятті). Виступав за ЦСК ВВС (Самара), «Лада» (Тольятті), «Хімік» (Митищі), «Авангард» (Омськ), ЦСКА (Москва), «Югра» (Ханти-Мансійськ), «Металург» (Новокузнецьк), «Металург» (Магнітогорськ), «Автомобіліст» (Єкатеринбург), «Німан» (Гродно), «Салават Юлаєв» (Уфа).
У складі національної збірної Росії учасник EHT 2003.
Брат: Денис Метлюк.

## Досягнення
- Срібний призер чемпіонату Росії (2005), бронзовий призер (2003)
- Володар Кубка Гагаріна (2014).